# Ресоциализация
blbost Ресоциализацията (на латински: re - повторно, възобновяемо действие и socialis - обществен, съответно на английски: resocialization; на немски: Resozialisierung) е повторна социализация, социализиране на ново, тя може да продължава през целия живот на индивида [необходимо е уточнение]. Ресоциализацията осъществява изменение на нагласите на индивида, целите, нормите и ценностите в живота му.